# Hranice (Maleč)
Hranice (německy Hranitz, v roce 1303 Grenitz) je malá vesnice, část obce Maleč v okrese Havlíčkův Brod. Nachází se asi 1,5 km na jihovýchod od Malče. V roce 2009 zde bylo evidováno 29 adres.
Hranice leží v katastrálním území Hranice u Malče o rozloze 2,93 km². V katastrálním území Hranice u Malče leží i Blatnice. Do jižního cípu katastrálního území zasahuje část přírodní rezervace Svatomariánské údolí.